# Nicola Savoldi
Nicola Savoldi (Nembro, 6 settembre 1864 – Nembro, 25 ottobre 1952) è stato un pittore, decoratore e giudice italiano.

## Biografia

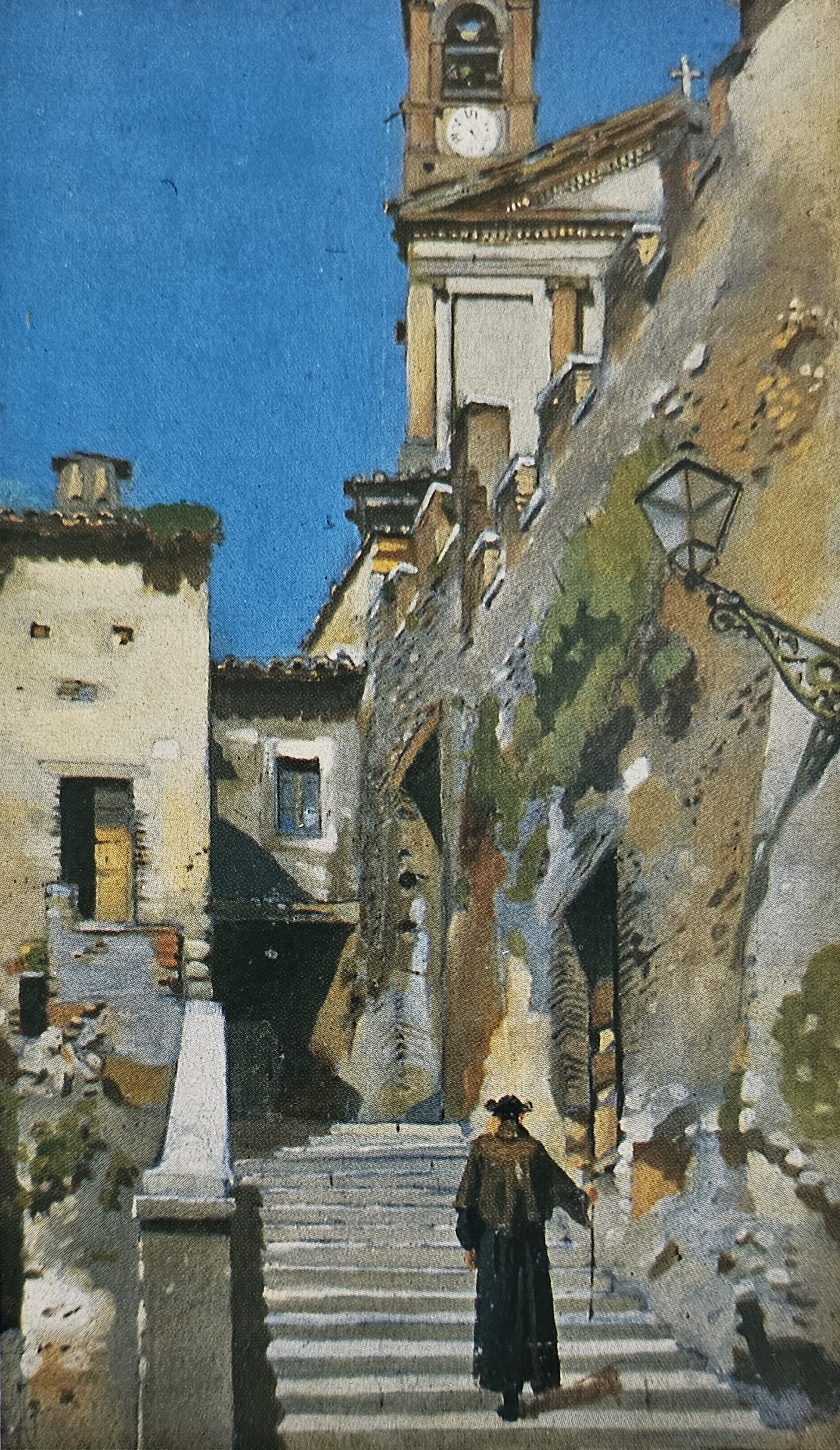
Nicola Savoldi, Il canonico, olio su tela, XIX sec.

Discendente da un'antica famiglia — dedita per generazioni al commercio di foraggi, legnami e all'industria di fornaci laterizie citate per ritrovamenti preistorici nel 1899 — si diploma in architettura e ornato all'Accademia Carrara di Bergamo, seguendo le lezioni di Enrico Scuri. Si perfeziona quindi a Roma presso l'Accademia di Francia e al Museo Artistico. Qui vince nel 1884 un Premio del Governo in un concorso ex tempore per lo stile di Baldassarre Peruzzi, ottiene una medaglia d'oro al concorso di prospettiva, venendo considerato particolarmente abile nelle tecniche della tempera e dell'acquarello. Con Cesare Maccari decorerà il Teatro dell'Opera di Roma, partecipando anche al restauro della Basilica di San Lorenzo.
Rientrato in Bergamasca per dedicarsi agli affari di famiglia, realizza alcune opere (le tende dell'organo e l'Apoteosi di San Bonifacio Martire, del 1906) per la Plebana di San Martino vescovo a Nembro continuando a dipingere privatamente per le proprie residenze.
Nominato Giudice conciliatore di Nembro nel 1909 — in quanto appartenente al notabilato locale — Nicola non cesserà tuttavia di dipingere in privato dedicandosi ai propri interessi letterari.
Suo fratello maggiore Luigi è stato pure pittore di professione, mentre il nipote Antonio Savoldi — industriale cartotecnico fra la fine dell'Ottocento e primi del Novecento — l'ideatore del progetto della Grande Enciclopedia Italiana poi passato a Treccani. Il primo figlio maschio, Pietro Savoldi (1892-1964), sarà il creatore negli anni Venti del cinematografo a Nembro. Il secondo figlio maschio, Renato (1918-1976) — tecnico e politico fra la Bergamasca e Roma avviato in gioventù alla pittura dal padre, partigiano nel 1945 nelle Brigate Osoppo e cineamatore — nel 1957 istituisce a Nembro la Fondazione "Maria Antonietta Savoldi" che eroga da allora borse di studio, oggi a studenti universitari del paese.